# Miguel Ángel Echevarría Daubagna
Miguel Ángel Echevarría Daubagna (Vitòria, 1942) és un empresari i polític basc. Ha estat conseller-president de l'empresa Transport Públic Vitòria (TUVISA), conseller de l'empresa Aigües Vitòria (AMVISA), vocal de la Cambra de Comerç d'Àlaba, president fundador de la Federació Empresarial de Comerç i exconseller de la Societat Esportiva Saski Baskonia de Bàsquet.
Com a militant del Partit Popular d'Àlaba ha estat regidor de Vitòria el 1979-1983 i 1991-1999 i primer tinent d'alcalde des de 1999. També ha estat diputat de la Junta Provincial d'Àlaba el 1983-1987 i senador per Àlaba a les eleccions generals espanyoles de 1996.